# Orbite aréosynchrone
Les orbites aréosynchrones (abrégé ASO, pour l'anglais areosynchronous orbits) sont les orbites synchrones des satellites artificiels autour de la planète Mars. C'est l'équivalent martien des orbites géosynchrones de la Terre (GSO). Le préfixe aréo- est dérivé d'Arès, le dieu grec de la guerre et homologue du dieu romain Mars, avec lequel la planète a été identifiée. Le mot grec moderne pour Mars est Άρης (Áris).
Comme pour toutes les orbites synchrones, une orbite aréosynchrone a une période orbitale égale au jour sidéral. Un satellite en orbite aréosynchrone ne maintiendra pas forcément une position fixe dans le ciel pour un observateur à la surface de Mars ; cependant, ce satellite reviendra à la même position apparente chaque jour martien.
L'altitude orbitale nécessaire pour maintenir une orbite aréosynchrone est d'environ 17 000 kilomètres. Si un satellite en orbite aréosynchrone était utilisé comme relais de communication, il « connaîtrait des distances de communication de 17 000 à 20 000 kilomètres » vers divers points de la surface visible martienne.
Un cas particulier d'orbite aréosynchrone est l'orbite aréostationnaire (AEO), qui est équatoriale (elle est dans le même plan que l'équateur de Mars), circulaire et prograde (elle tourne autour de l'axe de rotation de Mars dans le même sens que la surface de la planète). Pour un observateur à la surface de Mars, un satellite en orbite AEO semblerait être constamment fixé à la même position dans le ciel. L'orbite AEO est l'équivalent martien de l'orbite géostationnaire de la Terre (GEO).
Bien qu'aucun satellite n'occupe actuellement une orbite aréosynchrone ou aréostationnaire, certains scientifiques envisagent un futur réseau de télécommunications pour l'exploration de Mars sur ces orbites.